# أناتول إي. بيكونسكي
كان أناتول إي. بيكونسكي (16 يونيو 1925- 4 مارس 1977)، والمعروف أيضًا باسم أيه. إي. بيكونسكي أو باكونشي أو بيكونسكي، شاعرًا رومانيًا حداثيًا وكاتب مقالات ومترجمًا وروائيًا وناشرًا وناقدًا أدبيًا وفنيًا. تلقى ثناءً بسبب نهجه المستجد في الشعر والنثر، والذي يتعدى على الأنواع ويقدم منظورًا جماليًا وأصليًا ومظلمًا تصاعديًا للأدب الروماني، نُقد أيضًا بسبب التزامه المبكر بالواقعية الاشتراكية والشيوعية. ينتمي الكثير من أعماله إلى مجال أدب السفر، الذي وثق تجاربه في الكتلة الشرقية والشرق الأقصى والاتحاد السوفييتي، وأخيرًا وسط أوروبا. كان أيضًا مترجمًا ذائع الصيت للأعمال الأجنبية، بما في ذلك الماهابهاراتا وقصائد خورخي سيمبرين وأرتور لوندكفيست وغيرهم، ومؤلف مختارات الأدب العالمي، ومحرر دراسات عن الرسامين الرومانيين والأجانب.
بعد انتساب وجيز إلى السريالية في أربعينيات القرن الماضي، صار بيكونسكي مؤيدًا بارزًا للنظام الشيوعي الذي انضم إلى مؤسسته الثقافية. في منتصف خمسينيات القرن الماضي، خاب أمله في المبادئ التوجيهية الشيوعية، وتجلى هذا الموقف تجليًا ملحوظًا في نشاطه بصفته محررًا لمجلة ستياوا القائمة في كلوج (حيث قاوم الرقابة المهيمنة)، وفي رد فعله العلني عام 1972 ضد المعايير التي فرضها نظام نيكولاي تشاوتشيسكو، وفي روايته («الكنيسة السوداء») المندرجة تحت نوع ساميزدت. بعد أن أمضى معظم سنواته الأخيرة في النمسا وبرلين الغربية، حيث صار ناقدًا للاستهلاكية، توفي بيكونسكي في بوخارست، ضحية لزلزال عام 1977.
كان أناتول إي. بيكونسكي الأخ الأكبر لليون بيكونسكي، وهو مؤرخ أدبي وأكاديمي، ووالد الكاتب والدبلوماسي تيودور بيكونسكي.

## سيرته

### نشأته
وُلد في قرية كوفا بشمال بيسارابيا (صارت اليوم كونوفكا بأوكرانيا)، وكان أكبر أبناء إفتيمي بيكونسكي، وهو قس روماني أرثوذكسي، والذي استخدم اسمه ليكون الاسم الأوسط المنسوب للأب (ويُميز عادة بحرفه الأول). وُلد أخوه ليون في 1928، في الوقت الذي كانت عائلة بيكونسكي تقضي فيه فترات طويلة في دريبكاوتسي، وهي محلّة على شاطئ نهر بروت. في 1936- 1944، كان في كيشيناو، حيث ارتاد إعدادية وثانوية أليكو روسو، ونشر أوَل قصائده في مجلة المدرسة موغوريل في عام 1942. في تلك السنوات، انخرطت رومانيا إلى جانب دول المحور في الحرب ضد الاتحاد السوفييتي، وسرعان ما صارت بيسارابيا جزءًا من الجبهة الشرقية، قبل أن ينهي انقلاب الملك مايكل وبداية الاحتلال السوفييتي نفوذ ألمانيا النازية.
ترك آل بيكونسكي المنطقة، وارتاد أناتول ثانوية لاهوفاري في رمينكو فيلتشا (1944- 1945). في آخر الأمر، استقرت العائلة في تشيوماجيشت بمقاطعة أرغيس، بينما حصل أناتول على شهادة البكالوريوس (يونيو 1945) وعمل فترة مؤقتة في معمل في بلدة سيسنادي الترانسيلفانية.
في نوفمبر 1945، انتقل بيكونسكي إلى كلوج. بدأ دراساته في كلية الحقوق بجامعة كلوج، بينما حضر محاضرات في الفلسفة وعلم الجمال كان يلقيها لوسيان بلاغا ويوجينيو سبيرانتيا. نُشرت مقالته الأولى، التي اعتبرها عمله الحقيقي الأول، في صحيفة تريبيونا نوا. بدءًا من عام 1946، عُرضت أعماله أكثر وصارت تُنشر في مجلات ترانسيلفانيا المحلية (مثل بريتيني آرتي المتمركزة في كاري) قبل أن تُعرض في المجلد الجمعي (مختارات الربيع). كان آنذاك مؤيدًا للسريالية، وكان من المفترض أن تحرر دار النشر بالمؤسسات الملكية مجلدًا من شعره السريالي، لكنه لم يُطبع قط، بسبب حل المؤسسة على يد السلطات الشيوعية الجديدة. كتب المؤرخ الأدبي ميرشا براغا أن بيكونسكي، في السنوات التالية، أظهر أنه من أشد نقاد السريالية واقتبس عنه قوله في تعريف تلاميذ أندريه بريتون على أنهم أتباع «عقيدة جامدة». قالت الناقدة الأدبية والأكاديمية ديانا كامبان أيضًا إن الشقاق مع السريالية والطليعية كان دلالة على إيمانه أن النفي لا يمكن أن ينتج قيمة إلا إذا أُثبت، وكذلك نظريته القائلة بأن الثورة الجمالية، بعد أن أظهرت نفسها على أنها مرض، بدأت تتدهور إلى كيتش.
بعد أن تخلص من السريالية بُعيد ذلك، انتقل بيكونسكي إلى نسخة شعرية من الواقعية الاشتراكية، متأثرة جزئيًا بتقليد البروليتولت السوفييتي (انظر الواقعية الاشتراكية في رومانيا). في 1949، في سنة تخرجه، كان بيكونسكي مندوبًا إقليميًا في مؤتمر الكتّاب في بوخارست، وهو المؤتمر الذي قاد إلى إنشاء نقابة الكتّاب الرومانيين (يو إس آر). في عام 1949 أيضًا، انضم إلى طاقم الكتّاب في جريدة لوبتا أرديالولوي، وتزوج من كلارا بوبا، وهي طالبة في كلية الآداب بجامعة كلوج. في أكتوبر، نُشر شعره في روزنامة ثنائية اللغة شارك في تحريرها كتّاب رومانيون ومجريون (سُميت إمبريونا بالرومانية، وإيغوت بالمجرية، وكلا الكلمتين تعنيان «معًا»).

### سنواته المبكرة في ستياوا
في 1950، أتم بيكونسكي مجلده الأول («قصائد»، الذي نشرته دار النشر الحكومية للأدب والفنون الخاصة بيو إس آر). في العام التالي، طبع كتابًا شعريًا آخر اسمه (أطفال وادي آرييس). كان المحرر الجديد منخرطًا آنذاك في عدد من الخلافات مع أدباء شبان آخرين، ولا سيما أولئك المتجمعين حول دائرة سيبيو الأدبية، ومن بينهم ستيفان أوغستين دويناس ونيكولاي بالوتا.
كان في تلك المرحلة أن بدأ بالتعاون مع مجلة ألماناهول ليتيرار المُنشأة حديثًا ويحررها الشاعر الشيوعي ميرون رادو باراتشيفيسكو، والتي أُعيدت تسميتها إلى ستياوا في 1954. من بين مهامه المبكرة، كانت مشاركته في لجنة التحكيم الأدبية التي مُنحت الجائزة السنوية للمجلة (جنبًا إلى جنب مع رجال الأدب مثل باراتشيفيسكو وإميل إيزاك ودوميترو ميكو ويوسف بيرفين). في حادثة بارزة جرت عام 1950، كرمت اللجنة طالبًا في مدرسة ثانوية يُدعى إيون موتواركا، دون أن تُدرك أن شعر موتواركا الشيوعي كان في الواقع محاكاة ساخرة للأدب الواقعي الاشتراكي، وقد ألفه دويناس منافس بيكونسكي على أنه مزحة. وقد فعل ذلك من خلال جعل موتواركا يرفض جميع اقتراحات بيكونسكي بزعم أنه «لا ينبغي للمرء أن يأخذ دروسًا من شاعر أقل موهبة منه». في موازاة ذلك، كانت علاقة أناتول إي. بيكونسكي مع باراتشيفيسكو متوترة: في فبراير 1951، في اجتماع اتحاد الجمهوريات الاشتراكية السوفياتية في بوخارست، كان أحد منتقدي طريقة بيكونسكي الجديدة في الشعر الغنائي واتهمه «بالحميمية».
لكن في عام 1952، غادر باراتشيفيسكو قاصدًا براشوف، وحل بيكونسكي محله في منصب محرر ستياوا، ليغير خطوطها العامة تدريجيًا ويحولها إلى مجلة أدبية وفنية. يعتقد زميله الشاعر وكاتب المقالات ماتي كالينسكو، الذي كان على معرفة ببيكونسكي وانضم لاحقًا إلى مجموعة ستياوا، أن زميله الأكبر سنًا قد «كوفئ» على المنصب من طرف الحزب الشيوعي الروماني الحاكم.